# Marc Antoni Aldana
Marc Antoni Aldana (Tortosa, abril de 1529 – Tortosa, c. 20 de enero de 1591) fue un militar, poeta y humanista catalán.

## Biografía
Fue el hijo primogénito de Juan Aldana, y siguió la carrera militar de su padre. En atención a los méritos de este, que había participado personalmente en la captura de Francisco I de Francia en la batalla de Pavía, Felipe II concedió a Marco Antonio y sus hermanos, en 1566, una renta vitalicia de cien escudos. En 1585, cuando Felipe II pasó por Tortosa tras celebrar cortes en Monzón, Marco Antonio le regaló la espada y la daga que su padre había arrebatado en aquella ocasión al rey francés, y el soberano, en agradecimiento, le benefició en 1589 con una renta de doscientos ducados anuales sobre la bailía de Valencia, ciudad en que la familia Aldana se había establecido desde 1526.
Marco Antonio frecuentó los círculos literarios valencianos de la segunda mitad del siglo XVI, entre los que llegó a gozar de un gran prestigio como literato. Lo indica el hecho de haber sido propuesto por Antonio Folch de Cardona al Consejo de la Inquisición como el más indicado para encomendarle una traducción expurgada de las obras políticas de Maquiavelo, «por ser muy gran latino y italiano, y muy cortado en hablar la lengua española y saber también muchas cosas de las que trata el dicho Maquiavelo», propuesta que finalmente no se llevó a cabo. Pero su actividad poética fue totalmente olvidada en los siglos posteriores, y hoy apenas se tiene noticia de ella por las alusiones de otros autores coetáneos y por las escasas muestras dispersas en los libros de sus amigos: un soneto laudatorio al final de la primera parte de la Carolea de Jerónimo Sempere y dos o tres composiciones más de atribución insegura.
Los elogios que le dedicaron Timoneda y Gil Polo, sobre todo los de este último, que le menciona solo por el apellido y lo califica de divino en las estrofas finales del «Canto del Turia» incluido en su Diana enamorada (1564), donde habla de los poetas valencianos más celebrados en su tiempo, llevaron a algunos eruditos, como Mariner y Mayans, a confundirlo con el poeta de origen extremeño Francisco de Aldana, suponiendo erróneamente que este era nacido en Valencia y pariente de los Aldana tortosinos. Este error, propagado después por Ximeno, persistió hasta bien entrado el siglo XX, cuando finalmente quedó bien establecida la filiación de ambos personajes.